# Mathias Müller (Eishockeyspieler)
Mathias Müller (* 5. November 1992 in Füssen) ist ein deutsch-österreichischer Eishockeyspieler, der zuletzt bei den Füchsen Duisburg in der Eishockey-Oberliga unter Vertrag stand.

## Karriere
Müller spielte in seiner Jugend bei seinem Heimatverein EV Füssen, wo er in der Saison 2007/08 in der Jugend-Bundesliga eingesetzt wurde und darüber hinaus zwei Spiele in der Junioren-Bundesliga absolvierte. Ebenfalls in der Saison 2007/08 bestritt Müller, der neben dem deutschen auch einen österreichischen Pass besitzt, seine ersten Spiele in der Deutschen Nachwuchsliga für den SC Riessersee. In der darauffolgenden Saison stand er ausschließlich im Kader des SC Riessersee und bestritt 38 Spiele in der DNL. In der Saison 2009/10 spielte der Verteidiger erneut für Riessersee in der DNL, wurde darüber hinaus auch bei seinem Heimatverein EV Füssen in der Junioren-Bundesliga eingesetzt und bestritt zudem 19 Spiele für Füssen in der Oberliga. Müller spielte in der Saison 2010/11 erneut für seinen Heimatverein, er absolvierte sowohl 35 Spiele für den EV Füssen in der Oberliga, als auch 16 Spiele für die Nachwuchsmannschaft, die ihre Premierensaison in der DNL bestritt. Der Rechtsschütze wechselte 2011 zum ESV Kaufbeuren, für den er zwei Jahre in der 2. Bundesliga spielte. Daneben bestritt er in der Saison 2011/12 zusätzlich vier Spiele in der Junioren-Bundesliga.
2013 wechselte Mathias Müller zum EHC Linz aus der Österreichischen Eishockey-Liga. Für die Oberösterreicher bestritt er 16 Spiele in der EBEL, wurde aber meist in der Nachwuchsmannschaft der Black Wings eingesetzt. Am 9. Juni 2014 wechselte der Verteidiger zu den Straubing Tigers aus der DEL, zusätzlich erhielt er eine Förderlizenz des ESV Kaufbeuren aus der DEL2. Im Januar 2015 wechselte er zu den EC Kassel Huskies in die DEL2. Mit den Huskies wurde er 2016 DEL2-Meister, ehe er im Sommer 2017 innerhalb der Liga zum EHC Bayreuth wechselte. Zur Saison 2018/19 wechselte er zum Deggendorfer SC und anschließend in die Oberliga zu den Füchsen Duisburg.

## Karrierestatistik
(Legende zur Spielerstatistik: Sp oder GP = absolvierte Spiele; T oder G = erzielte Tore; V oder A = erzielte Assists; Pkt oder Pts = erzielte Scorerpunkte; SM oder PIM = erhaltene Strafminuten; +/− = Plus/Minus-Bilanz; PP = erzielte Überzahltore; SH = erzielte Unterzahltore; GW = erzielte Siegtore; 1 Play-downs/Relegation; Kursiv: Statistik nicht vollständig)